# Crème brûlée
La crème brûlée, ou crème brulée, est un dessert composé de jaunes d'œufs, de sucre, de crème, de vanille et de caramel.

## Histoire
La première recette de crème brûlée comme on la connaît aujourd'hui est publiée dans l'ouvrage de 1691 Nouveau cuisinier royal et bourgeois, du cuisinier François Massialot. 

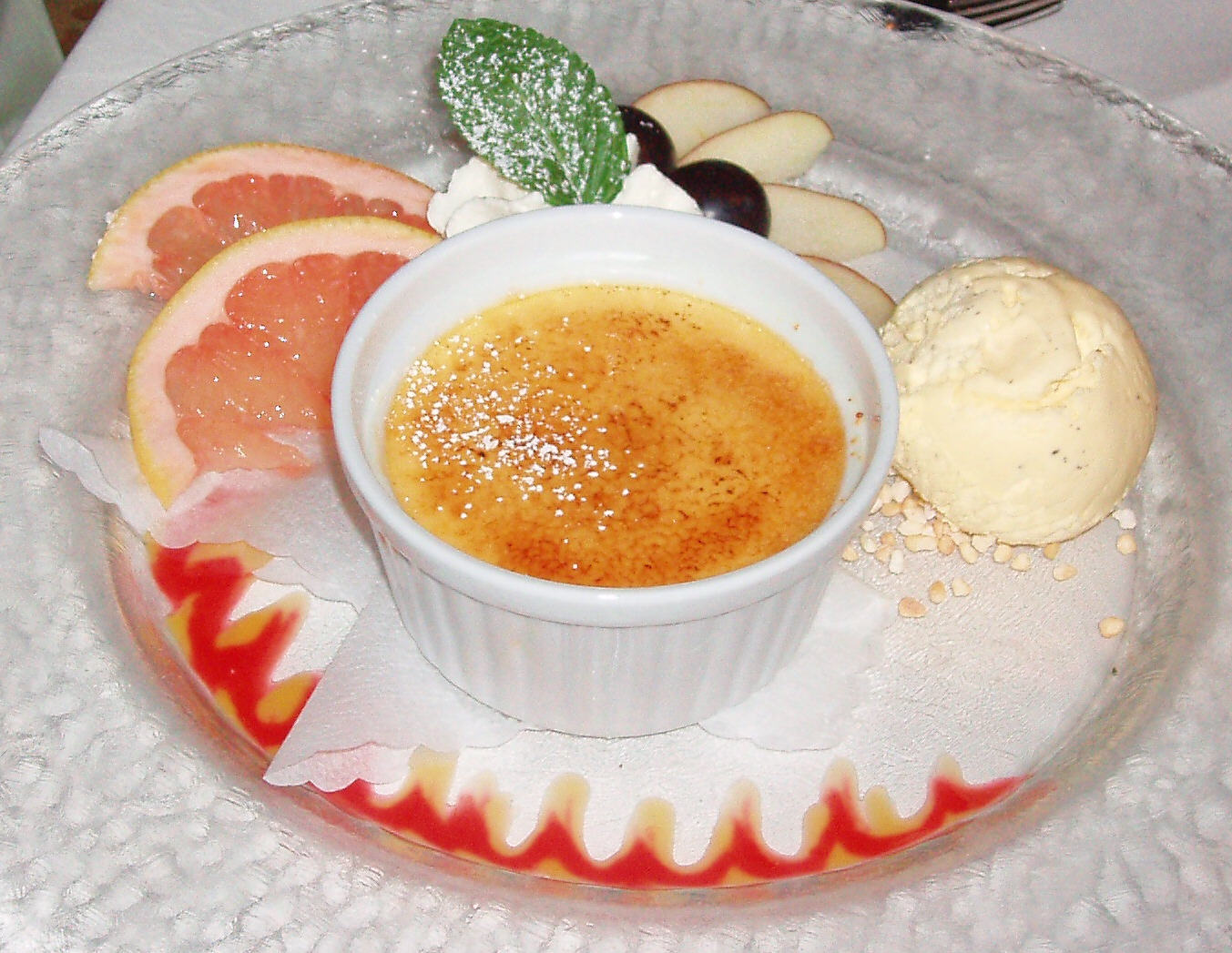
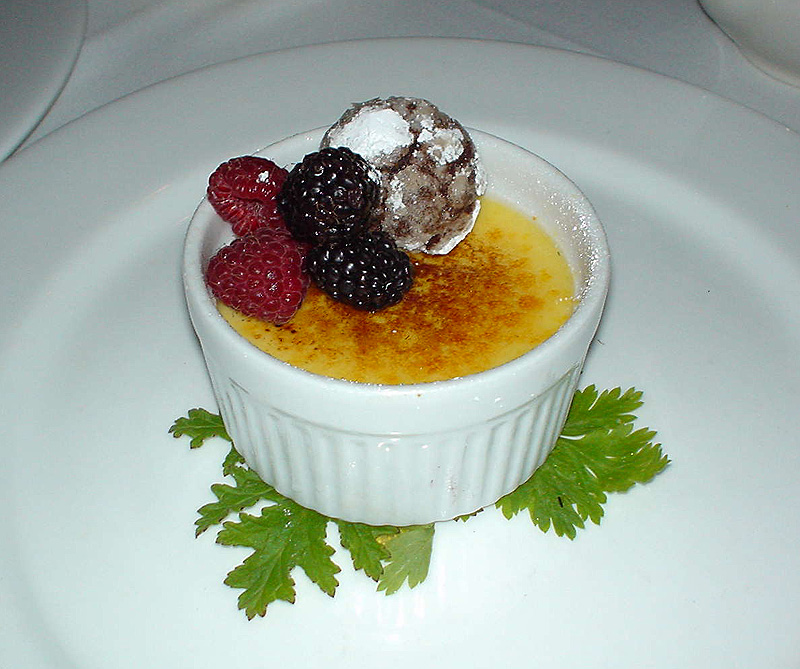

La recette est alors à base de jaunes d’œufs et de lait, avec une pincée de farine. Une fois cuite, le cuisinier de Philippe d'Orléans précise « qu’il faut la bien sucrer par-dessus, outre le sucre que l’on y met dedans : on prend la pelle du feu, bien rouge du même temps on en brûle la crème, afin qu’elle prenne une belle couleur d’or ». Ce sucre est souvent de la cassonade, sauf en Flandre, où on utilise de la vergeoise blonde. Quant à brûler la crème, elle se faisait autrefois dans les ménages au tisonnier en fer rougi au feu que l’on passait à quelques millimètres de la surface. 
Il semble cependant que Massialot ait repris et perfectionné deux recettes décrites par François Pierre de La Varenne 40 ans plus tôt dans Le Cuisinier françois, publié en 1651. Ces deux crèmes, respectivement appelées « œufs au lait » et « œufs à la crème » étaient faites en cuisant un mélange d'œufs battus, de lait ou de crème, d'un peu de beurre (dans la recette avec du lait), de sel et de sucre. Une fois caillés, ils étaient "colorés à la palette du feu", et du sucre était saupoudré au moment de servir. 
Brûler la surface d'une assiette avec un fer rouge pour lui donner de la couleur apparaît dans d'autres recettes du même livre, comme les œufs au miroir de crème, le ramequin de fromage et le ramequin d' oignon, cette coutume ne se limitait donc pas aux crèmes. 
En Grande-Bretagne, il est fait mention en 1879 d’une variante baptisée Trinity Cream ou Cambridge burnt cream. La variante à base de crème fraîche et jaunes d’œufs est moderne.

### Caramélisation

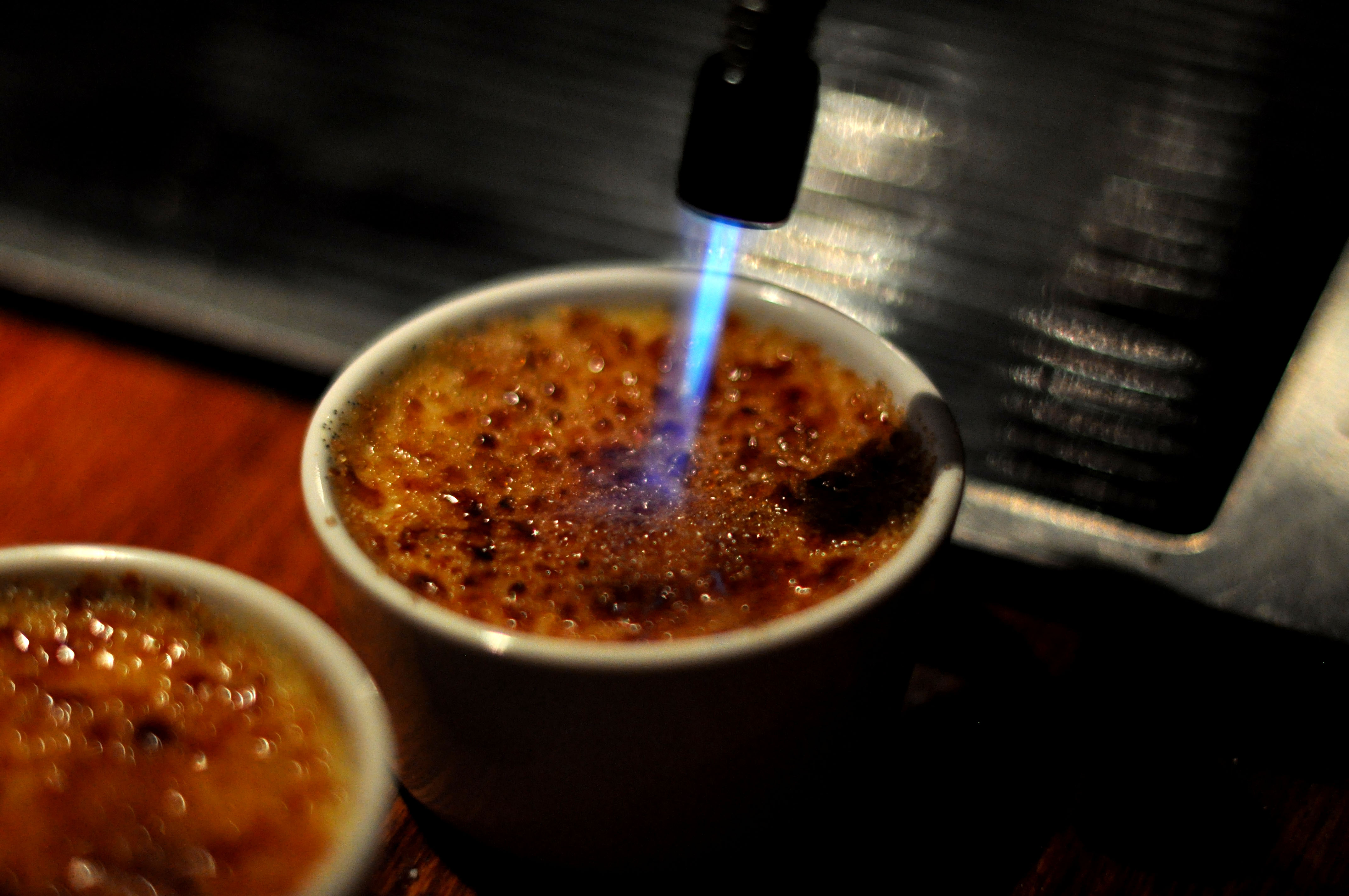
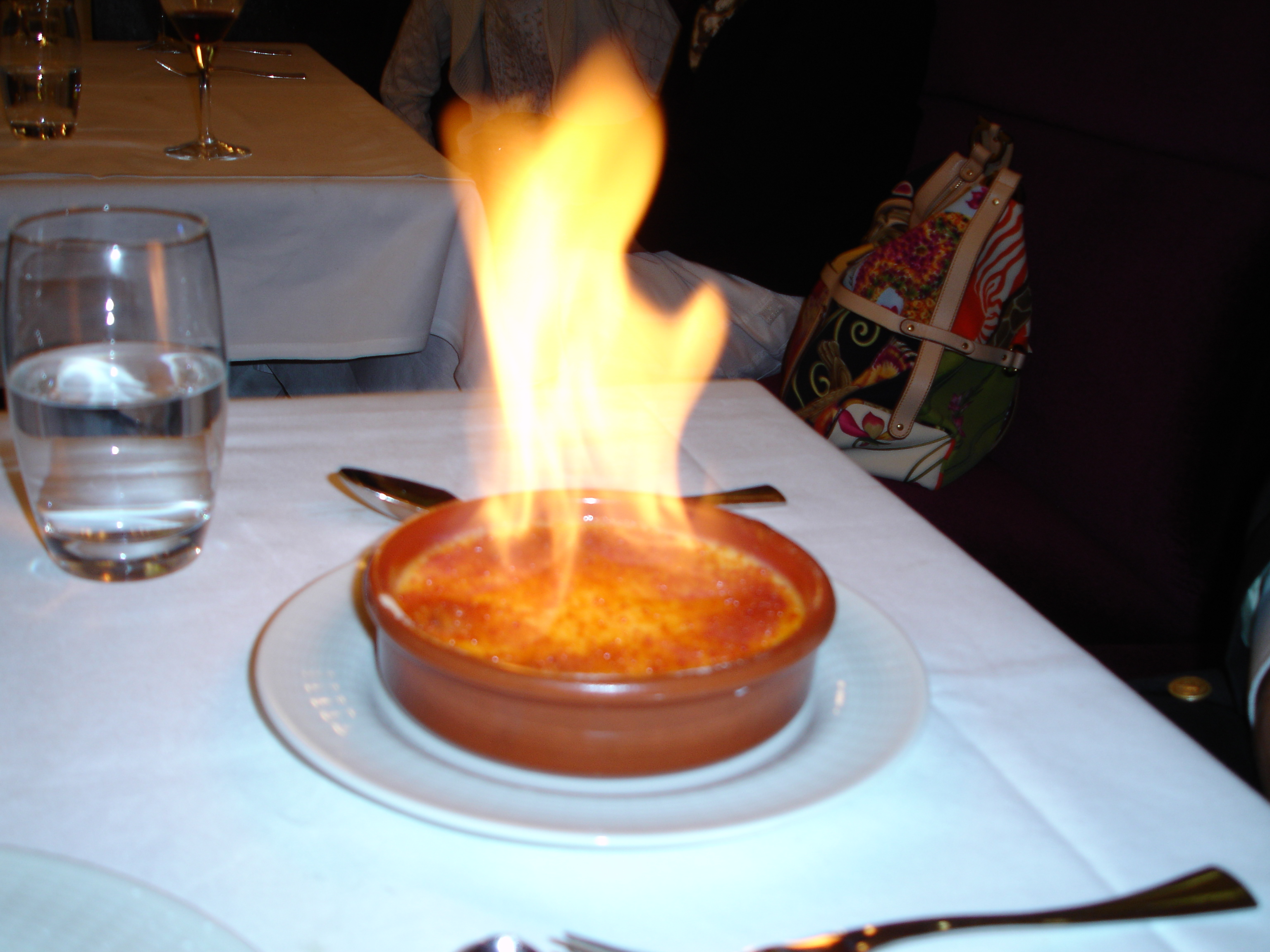

Une fois refroidi, le dessus est caramélisé (cuisson du sucre) par une flamme au chalumeau ou au gril ou par flambage... Elle est servie, tiède ou froide, dans des ramequins, avec une croûte sur le dessus chaude et croustillante.

### Variantes
La crème brûlée peut être préparée avec de la boisson de soja ou du lait de coco à la place du lait de vache. Elle peut être aromatisée de multiples façons : vanille, thé noir, sirop d'érable, pain d’épices, safran, café, fruits, tomate, foie gras, lavande... 

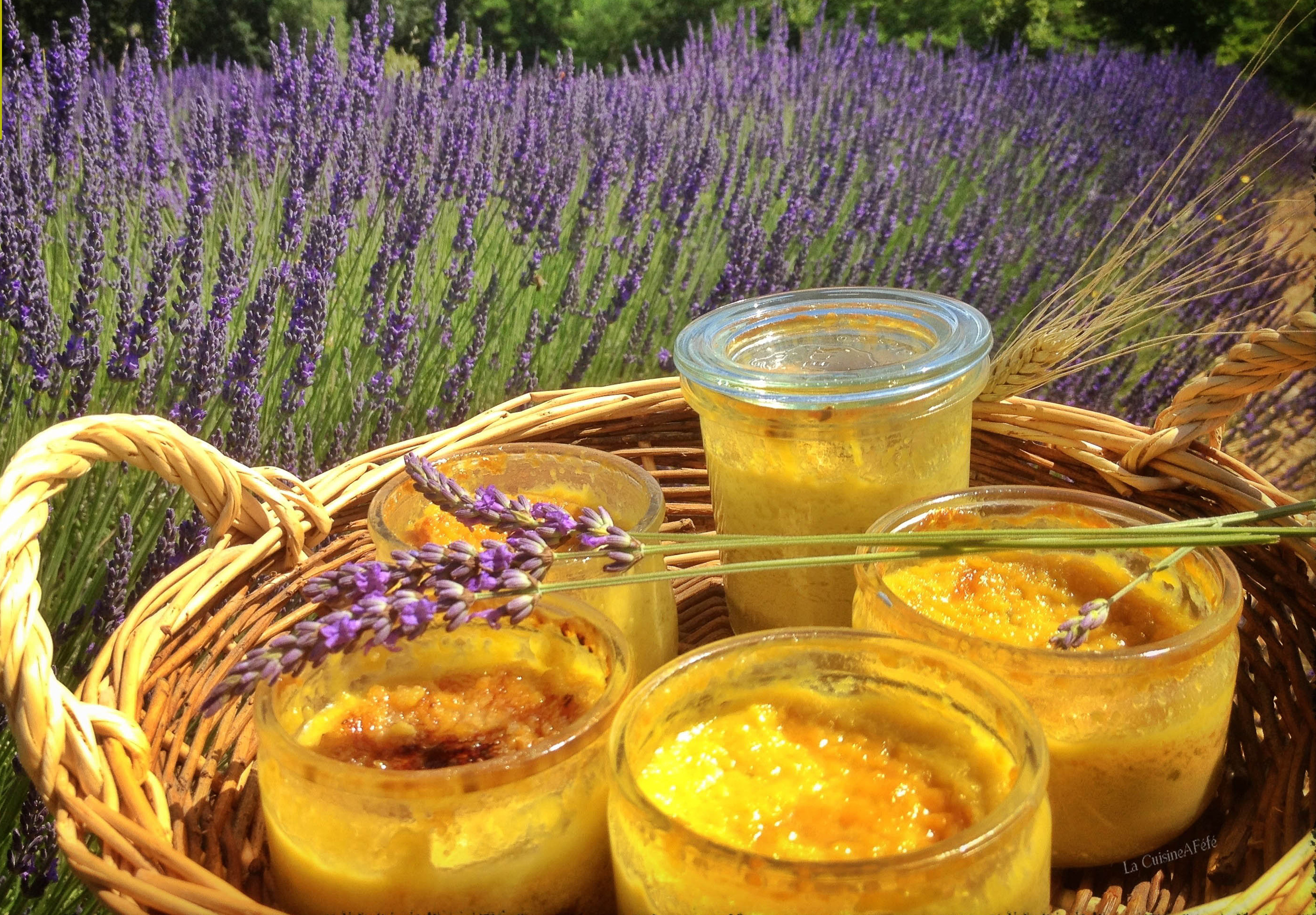
Crèmes brûlées à la lavande.
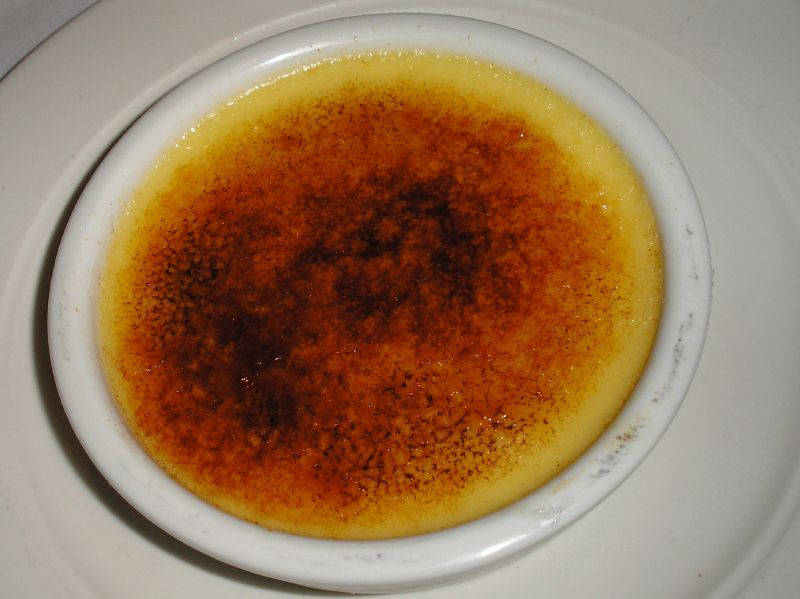
Crème brûlée à la vanille.